# Supercircunvalación exterior de Madrid
La Supercircunvalación exterior de Madrid o M-70 es un proyecto de autovía española de Interés General del Estado, la cual formará un cinturón de carreteras que rodeará la Comunidad de Madrid.
Será un pentágono formado por autovías gratuitas que unirá Ávila, Segovia, Guadalajara, Tarancón, Ocaña, Toledo y Maqueda alrededor de la provincia. Conectará las 6 autovías radiales A-1, A-2, A-3, A-4, A-5 y A-6.
Estará compuesta, principalmente, por la A-40, la A-28, la AP-51 y la AP-61. Con las adecuadas conexiones entre ellas.

## Nomenclatura
La M-70 será el resultado de la unión de varias autovías en torno a la Comunidad de Madrid. Su nomenclatura viene de la letra M refiriéndose a que es una autovía que circunda la ciudad de Madrid y el 70 que se denominaría, previsiblemente, al que sería el séptimo anillo de circunvalación, contando con la futura M-60 que no está construida.

## Tramos

### Autopista Segovia - San Rafael | AP-61
| Denominación | Tramo                | Kilómetros | Año servicio |
| ------------ | -------------------- | ---------- | ------------ |
| AP-61        | San Rafael - Segovia | 28         | 2003         |

### Autopista Conexión Ávila | AP-51
| Denominación | Tramo               | Kilómetros | Año servicio |
| ------------ | ------------------- | ---------- | ------------ |
| AP-51        | Villacastín - Ávila | 24,4       | 2002         |

### Autovía de la Meseta Sur | A-40
| Denominación | Tramo                                            | Kilómetros | Año servicio / Estado (2025)                                                                        |
| ------------ | ------------------------------------------------ | ---------- | --------------------------------------------------------------------------------------------------- |
|              | Adanero (A-6) - Ávila Norte                      | 34+/-      | Estudio informativo                                                                                 |
|              | Ávila Sur - Maqueda (A-5)                        | 91,47      | Estudio informativo aprobado provisional (publicado en BOE) (pendiente DIA y redacción de proyecto) |
| A-40         | Maqueda (A-5) - Torrijos                         | 16,2       | 2008                                                                                                |
| A-40         | Torrijos - Toledo Noroeste                       | 22,2       | 2012                                                                                                |
| A-40         | Toledo Noroeste - Autopista (AP-41)              | 17,9       | 2006                                                                                                |
| A-40 AP-41   | Enlace Autopista AP-41                           | 3,1        | 2006                                                                                                |
|              | Autopista (AP-41) - Intersección N-400           | 7,1        | Nuevo estudio informativo (pendiente nueva DIA y nueva redacción de proyecto)                       |
|              | Intersección N-400 - Ocaña (R-4)                 | 33         | Nuevo estudio informativo (pendiente nueva DIA y nueva redacción de proyecto)                       |
| A-40         | Ocaña (R-4) - Ocaña (A-4)                        | 3,9        | 2011                                                                                                |
| A-40         | Ocaña (A-4) - Noblejas                           | 9,6        | 2009                                                                                                |
| A-40         | Noblejas - Villarrubia de Santiago               | 10         | 2009                                                                                                |
| A-40         | Villarrubia de Santiago - Santa Cruz de la Zarza | 12,2       | 2012                                                                                                |
| A-40         | Santa Cruz de la Zarza - Tarancón (A-3)          | 13,3       | 2010                                                                                                |

### Autovía de la Alcarria | A-28
| Denominación | Tramo                                                    | Kilómetros | Estado (2025)                                      |
| ------------ | -------------------------------------------------------- | ---------- | -------------------------------------------------- |
|              | Venturada (A-1) - Guadalajara (A-2)                      | 49,3       | Pendiente de nuevo estudio informativo             |
|              | Tramo I: Guadalajara (A-2) - Enlace CM-2004              | 33,7       | Proyecto caducado (Pendiente DIA y nuevo proyecto) |
|              | Tramo II: Enlace CM-2004 - Enlace CM-2003                | 25,7       | Proyecto caducado (Pendiente DIA y nuevo proyecto) |
|              | Tramo III: Enlace CM-2003 - Enlace CM-9202               | 37,2       | Proyecto caducado (Pendiente DIA y nuevo proyecto) |
|              | Tramo IV: Enlace CM-9202 - Enlace Final: Tarancón (A-40) | 14,6       | Proyecto caducado (Pendiente DIA y nuevo proyecto) |